# Línguas semíticas do noroeste
As línguas semíticas do noroeste (também ditas levânticas ou levantinas) formam uma divisão de nível médio da família linguística semítica. As línguas deste grupo são faladas por aproximadamente oito milhões de pessoas hoje em dia. O grupo geralmente é dividido em três ramos: o ugarítico (extinto), o cananeu (que inclui o hebraico) e o aramaico. Semitistas frequentemente agrupam as línguas semíticas do noroeste com o árabe, formando assim o grupo semítico central, o que indica a relação particular do árabe com as línguas deste grupo.
O ugarítico, já extinto, foi o primeiro exemplo do semítico noroeste. Em termos fonológicos, o ugarítico perdeu o som /dˤ/ (ḍ), e o substituiu pelo /sˤ/ (ṣ) (a mesma mudança ocorreu no acádio). Este mesmo som se tornou o /ʕ/ no aramaico (embora no antigo aramaico ele fosse escrito com o qoph), o que sugere que o ugarítico não seria um dos idiomas maternos do grupo. Um exemplo desta mudança sonora pode ser visto na palavra que significa "terra": em ugarítico /ʔarsˤ/ (’arṣ), em hebraico /ʔɛrɛsˤ/ (’ereṣ) e em aramaico /ʔarʕaː/ (’ar‘ā’).
Eram falados originalmente por toda a área dos atuais Israel, Síria, Jordânia, Líbano e o Sinai. A mudança vocálica ocorrida nas línguas cananeias, de /aː/ a /oː/]], diferencia estes idiomas do ugarítico. Também no grupo cananeu as interdentais fricativas semíticas se tornam sibilantes: /ð/ (ḏ), /θ/ (ṯ) e /zˤ/ (ṱ) se tornam /z/, /ʃ/ (š) e /sˤ/ (ṣ) respectivamente. O efeito desta mudança vocálica pode ser visto na comparação das seguintes palavras:
| mudança           | ugarítico | aramaico                        | hebraico bíblico                     | hebraico moderno | tradução |
| ----------------- | --------- | ------------------------------- | ------------------------------------ | ---------------- | -------- |
| /ð/ (ḏ)→/z/       | ḏhb       | דהב /dəhab/ - [dəhav] (dəhaḇ)   | זהב /zaːˈhaːb/ - [zaːˈhaːv] (zāˈhāḇ) | זהב /zaˈhav/     | ouro     |
| /θ/ (ṯ)→/ʃ/ (š)   | ṯlṯ       | תלת /təlaːt/ - [təlaːθ] (təlāṯ) | שלש /ʃaːˈloːʃ/ (šāˈlōš)              | שלוש /ʃaˈloʃ/    | três     |
| /zˤ/ (ṱ)→/sˤ/ (ṣ) | ṱw        | טור /tˤuːr/ (ṭûr)               | צור /sˤuːr/ (ṣûr)                    | צור /tsur/       | montanha |